# John Marshall (allenatore di football americano)
John Marshall (Grover Beach, 2 ottobre 1945 – Santa Clara, 2 novembre 2021) è stato un allenatore di football americano e giocatore di football americano statunitense.
Ha giocato con l'università di Washington State solamente nella stagione 1964, poi a causa di un grave infortunio al collo è stato costretto a terminare prematuramente la sua carriera di giocatore di football americano.

## Nell'NFL come allenatore
Stagioni: dalla 1980 alla 1982
Ha iniziato la sua carriera nella NFL con i Green Bay Packers come coordinatore della squadra speciale.
Stagioni: dalla 1983 alla 1985
Passa agli Atlanta Falcons come coordinatore della difesa.
Stagioni: dalla 1986 alla 1988
Passa agli Indianapolis Colts come coach della defensive line.
Stagioni: dalla 1989 alla 1998
Passa ai San Francisco 49ers come coach della defensive line, poi per i linebacker ed infine come coordinatore della difesa.
Stagioni: dalla 1999 alla 2001
Passa ai Carolina Panthers come coordinatore della difesa.
Stagione 2002
Passa ai Detroit Lions come assistente coach della defensive line.
Stagioni 2003 e 2004
Passa ai Seattle Seahwaks come coach dei linebacker.
Stagioni: dalla 2005 alla 2008
Diventa coordinatore della difesa.
Dalla stagione 2009 alla 2010
Il 4 febbraio 2009 passa agli Oakland Raiders assumendo per la quinta volta il ruolo di coordinatore della difesa.
A fine stagione 2010 ha terminato il suo contratto con i Raiders.